# Avedik I (ormiański patriarcha Konstantynopola)
Avedik I (ur. ?, zm. ?) – w latach 1702–1703 i 1704–1706 41. ormiański Patriarcha Konstantynopola.